# Abdij Nieuwenbosch

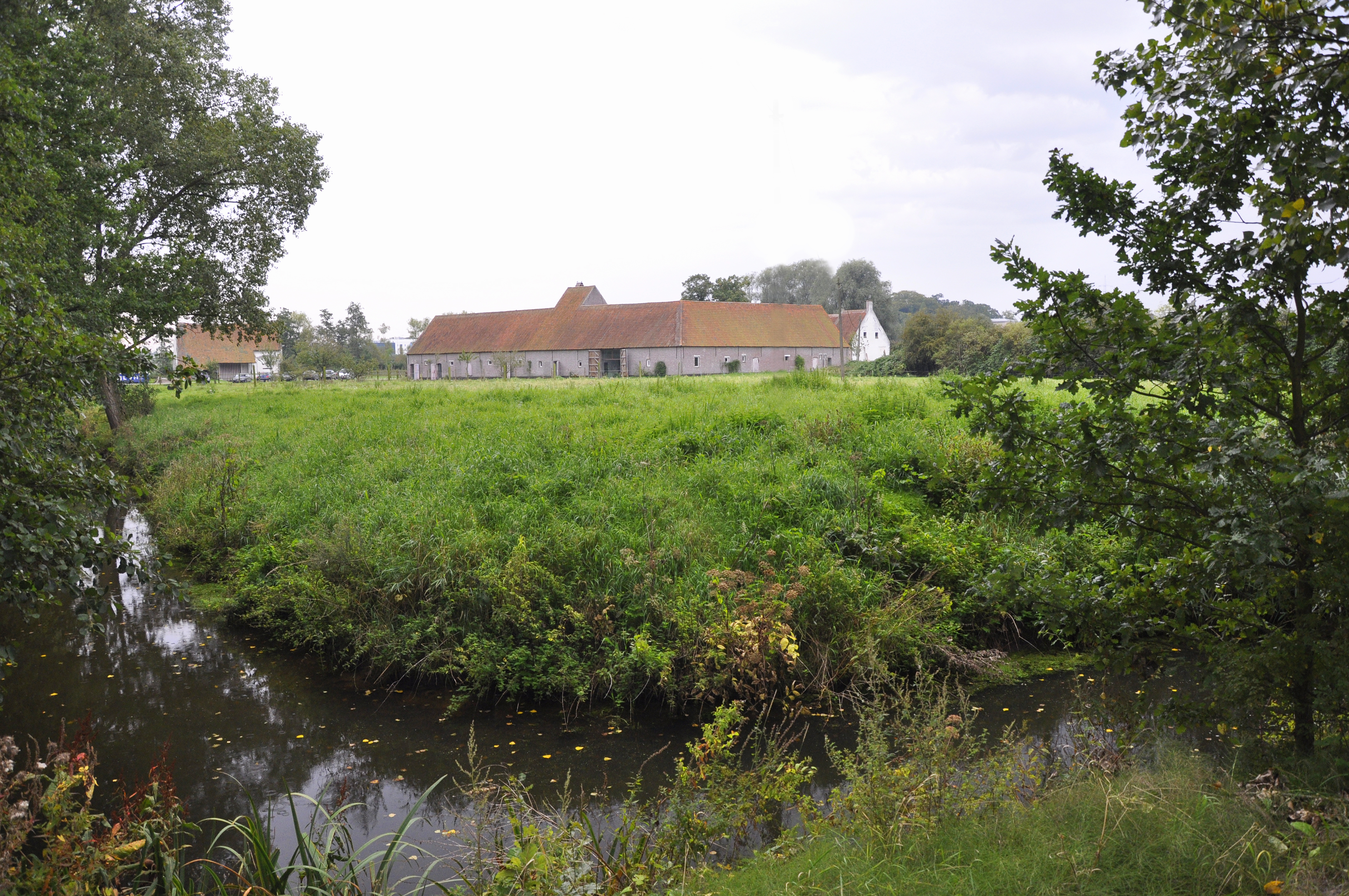
De Bosseveerhoeve

De intussen verdwenen Abdij Nieuwenbosch, ook wel Nonnenbosch, was een cisterziënzerinnenabdij in de Belgische plaats Heusden (Oost-Vlaanderen). Anno 2010 is enkel de abdijhoeve bewaard gebleven: de Bosseveerhoeve, ook genoemd hoeve Ten Bossche of hoeve Caenepeel, naar de laatste landbouwers die de hoeve uitbaatten.
Oorspronkelijk was deze kloostergemeenschap gevestigd in de abdij Oudenbosch te Lokeren. Ze verlieten deze plaats om zich in 1257 in het toenmalige Heusden te vestigen. Nieuwenbosch lag aan een van de drie Scheldeveren te Heusden, het "Bosseveer", veerpont nabij de monding in de Schelde van de Mager- of Groenderbeek naast het Kalverbos. Het veer gaf ook toegang tot de heirweg Gent-Brussel.
De verwoesting van de abdij in 1579 door de beeldenstormers leidde ertoe dat de nonnen zich vanaf 1598 in Gent vestigden. Ze bouwden er een nieuw klooster aan de huidige Lange Violettestraat. Na de vernieling van het klooster zouden slechts enkele kleinere bijgebouwen gespaard zijn gebleven, waaronder vermoedelijk onderdelen van de abdijhoeve. Het eerste pachtcontract uit 1630-1631 vermeldt de nieuw gebouwde pachthoeve van de abdij Nieuwenbosch te Gent, waarbij gebruik zou zijn gemaakt van afbraakmateriaal afkomstig van de verwoeste abdij.

## Van Heusden naar Melle
Door de rechttrekking van de Schelde in 1882 werd het terrein waarop de abdijgebouwen stonden deel van Melle. Anno 2010 is de locatie terug te vinden in de tuin van de rijkstuinbouwschool aan de Brusselse steenweg. In 1948 vond men hier onder meer de grafsteen van Hugo II (+1232), burggraaf van Gent, heer van Heusden en vader van de voornaamste weldoener bij de oprichting van het klooster te Heusden. In de periode 1970-1972 ontdekte men in dezelfde tuin de afbakening van een begraafplaats in of vlak bij de verdwenen abdijkerk.
Aan de overkant van de Schelde, tussen de westelijke walgracht van de Bosseveerhoeve en de Scheldeoever, stootte men in 1974-1975 op funderingen van een belangrijke 14e-eeuwse kloostervleugel.

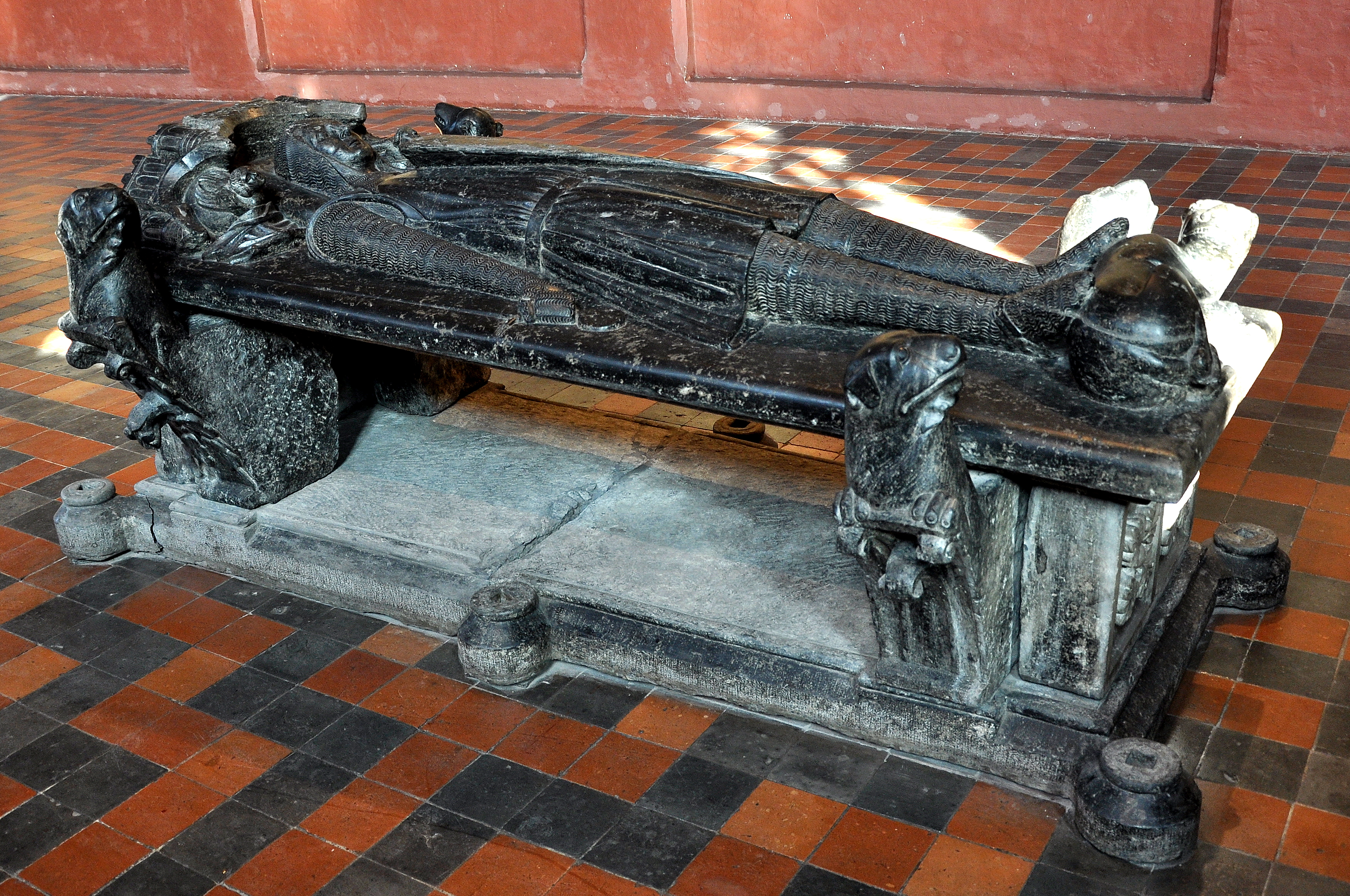
Grafmonument van Hugo II, burggraaf van Gent van 1227 tot 1232 in het STAM te Gent